# Richard Olmstead
Richard G. Olmstead (1951) is een Amerikaanse botanicus.
In 1988 behaalde hij aan de University of Washington zijn Ph.D. in de botanie, nadat hij de systematiek en populatiegenetica van Scuttelaria in de westelijke Verenigde Staten had bestudeerd. Hierna was hij gedurende drie jaar postdoc, waarbij hij samenwerkte met Jeffrey Palmer. Vervolgens was hij vijf jaar assistant professor aan de University of Colorado. In 1996 keerde hij terug bij de University of Washington, waar hij sindsdien de functies van hoogleraar aan de afdeling botanie en conservator van het Burke Museum of Natural History and Culture bekleed.
Olmstead houdt zich bezig met onderzoek naar de fylogenie en evolutiebiologie van bedektzadigen. Met zijn onderzoeksgroep richt hij de primaire aandacht op de plantengroep Asteridae. Hierbinnen zijn de orde Lamiales en de familie Solanaceae speciale aandachtspunten. Daarnaast richt zijn onderzoeksgroep zich op de algehele fylogenie van planten, van algen tot bedektzadigen.
Olmstead is lid van de American Society of Plant Taxonomists en de Botanical Society of America. Hij neemt deel aan de Angiosperm Phylogeny Group en het Tree of Life web project.
Olmstead is (mede)auteur van artikelen in wetenschappelijke tijdschriften als American Journal of Botany, Botanical Journal of the Linnean Society, Systematic Botany en Taxon. Volgens ISIHighlyCited.com behoort hij tot de meest geciteerde wetenschappers op het gebied van de plant- en dierkunde.